# Špela Rozmarič
Špela Rozmarič (Eslovenia; 13 de enero de 1998) es una futbolista eslovena. Juega como defensa y su equipo actual es el ŽNK Pomurje de la 1. SŽNL, además forma parte de la selección nacional femenina de Eslovenia.

## Palmarés
ŽNK Pomurje
- 1. SŽNL (2): 2015/16, 2014/15.
- Copa de Eslovenia Femenina (1): 2015/16.